# 대한민국의 합동참모의장
합동참모의장(영어: Chairman of the Joint Chiefs of Staff, 合同參謀議長)은 대한민국 합동참모본부를 대표하는 직위로, 대한민국 국군의 4성 장성(대장)으로 보한다(군 창설 당시에는 군의 규모가 작았기 때문에 3성 장성(중장)이 역임하였음). 현재 대한민국 국군 의전 서열 1위에 해당된다.

## 임명
- 국군의 현역 대장 중에서 대통령이 임명한다.
- 국회는 임명에 대한 인사청문회를 실시한다. 대한민국 국군의 현역 대장 중 유일하게 임명시 인사청문회가 필요한 보직이다.

## 역할
- (국군조직법 제9조제2항) 합동참모의장은 군령에 관하여 국방부장관을 보좌하며, 국방부장관의 명을 받아 전투를 주임무로 하는 각군의 작전부대를 작전지휘·감독하고, 합동작전 수행을 위하여 설치된 합동부대를 지휘·감독한다. 다만, 평시 독립전투여단급 이상의 부대이동 등 주요 군사사항은 국방부장관의 사전승인을 받아야 한다.
- (국군조직법 제13조제2항) 합동참모회의는 합동참모의장과 각군 참모총장으로 구성하며, 합동참모의장이 그 의장이 된다.

## 역대 의장

### 국방경비대 총사령관
- 1. 존 T. 마샬(John T. Marshall), 1946년 1월 15일 ~ 1946년 2월 5일, 미 육군 중령
- 2. 러셀 D. 베로스(Russell D. Barros), 1946년 2월 5일 ~ 1946년 8월 15일, 미 육군 대령
- 사령관 대리. 이형근(李亨根), 1946년 9월 28일 ~ 1946년 12월, 국방경비대 참령(現 소령)
- 3. 송호성(宋虎聲) 1946년 12월 ~ 1948년 8월 15일, 국방경비대 중령
- 4. 송호성(宋虎聲) 1948년 8월 15일 ~ 1948년 11월 20일, 제5여단장으로 전출
- 5. 이응준(李應俊) 1948년 11월 20일 ~ 1948년 12월 15일.

### 합동참모회의의장
| 정부      | 대수 | 사진 | 이름           | 임기                            |
| --------- | ---- | ---- | -------------- | ------------------------------- |
| 제1공화국 | 초대 |      | 이형근(李亨根) | 1954.2.17~5.4 (73일·2개월 17일) |

### 연합참모본부총장
| 정부      | 대수 | 사진 | 이름           | 임기                                      | 비고                                                   |
| --------- | ---- | ---- | -------------- | ----------------------------------------- | ------------------------------------------------------ |
| 제1공화국 | 초대 |      | 이형근(李亨根) | 1954.5.5~1956.6.27 (784일·2년 1개월 22일) |                                                        |
| 제1공화국 | 2    |      | 정일권(丁一權) | 1956.6.27~1957.5.18 (325일·10개월 21일)   | 대한민국 제3공화국 국무총리 역임(1964.5.10~1970.12.19) |
| 제1공화국 | 3    |      | 유재흥(劉載興) | 1957.5.18~1959.2.26 (649일·1년 9개월 8일) | 19대 국방부 장관 역임                                  |
| 제1공화국 | 4    |      | 백선엽(白善燁) | 1959.2.26~1960.5.31 (460일·1년 3개월 5일) |                                                        |
| 제2공화국 | -    |      | 유재흥(劉載興) | 1960.5.31~8.29 (90일·2개월 29일)          | 직무 대행                                              |
| 제2공화국 | 5    |      | 최영희(崔榮喜) | 1960.8.29~10.8 (40일·1개월 9일)           |                                                        |
| 제2공화국 | 6    |      | 김종오(金鍾五) | 1960.10.8~1961.6.6 (241일·7개월 29일)     |                                                        |

### 국방부 연합참모국장
| 정부      | 대수 | 사진 | 이름           | 임관             | 임기                                      | 비고 |
| --------- | ---- | ---- | -------------- | ---------------- | ----------------------------------------- | ---- |
| 제2공화국 | 7    |      | 김종오(金鍾五) | 군사영어학교 1기 | 1961.6.6~1963.6.1 (725일·1년 11개월 25일) |      |

### 합동참모의장
| 정부        | 대수        | 사진                                     | 이름           | 임관                                          | 임기                                                 | 비고                                                                          |
| ----------- | ----------- | ---------------------------------------- | -------------- | --------------------------------------------- | ---------------------------------------------------- | ----------------------------------------------------------------------------- |
| 제3공화국   | 8           |                                          | 김종오(金鍾五) | 1963.6.1~1965.4.10 (679일·1년 10개월 9일)     |                                                      |                                                                               |
| 제3공화국   | 서리        |                                          | 장창국(張昌國) | 군사영어학교 1기                              | 1965.4.10~1966.1.4 (269일·8개월 25일)                |                                                                               |
| 제3공화국   | 9           | 1966.1.4~1967.4.10 (461일·1년 3개월 6일) | 장창국(張昌國) | 군사영어학교 1기                              |                                                      |                                                                               |
| 제3공화국   | 10          |                                          | 임충식(任忠植) | 육사 1                                        | 1967.4.10~1968.8.5 (483일·1년 3개월 26일)            | 제17대 국방부 장관 역임                                                       |
| 제3공화국   | 11          |                                          | 문형태(文亨泰) | 육사 2                                        | 1968.8.7~1970.8.6 (729일·1년 11개월 30일)            |                                                                               |
| 제3공화국   | 12          |                                          | 심흥선(沈興善) | 육사 2                                        | 1970.8.6~1972.6.2 (666일·1년 9개월 27일)             |                                                                               |
| 제3공화국   | 13          |                                          | 한신(韓信)     | 육사 2                                        | 1972.6.2~1975.2.28 (1,001일·2년 8개월 26일)          |                                                                               |
| 제4공화국   | 13          |                                          | 한신(韓信)     | 육사 2                                        | 1972.6.2~1975.2.28 (1,001일·2년 8개월 26일)          |                                                                               |
| 14          |             | 노재현(盧載鉉)                           | 육사 3         | 1975.2.28~1977.12.29 (1,035일·2년 10개월 1일) | 제21대 국방부 장관 역임                              |                                                                               |
| 15          |             | 김종환(金鍾煥)                           | 육사 4         | 1977.12.29~1979.12.15 (716일·1년 11개월 16일) |                                                      |                                                                               |
| 16          |             | 류병현(柳炳賢)                           | 육사 7         | 1979.12.18~1981.5.15 (514일·1년 4개월 27일)   |                                                      |                                                                               |
| 제5공화국   | 17          |                                          | 윤성민(尹誠敏) | 육사 9                                        | 1981.5.15~1982.5.21 (371일·1년 6일)                  | 제23대 국방부 장관 역임                                                       |
| 제5공화국   | 18          |                                          | 김윤호(金潤鎬) | 육사 10                                       | 1982.5.24~1983.6.3 (375일·1년 10일)                  |                                                                               |
| 제5공화국   | 19          |                                          | 이기백(李基百) | 육사 11                                       | 1983.6.3~1985.6.3 (731일·2년)                        | 제24대 국방부 장관                                                            |
| 제5공화국   | 20          |                                          | 정진권(鄭振權) | 육사 8                                        | 1985.6.3~1986.7.9 (401일·1년 1개월 6일)              |                                                                               |
| 제5공화국   | 21          |                                          | 오자복(吳滋福) | 갑종 3                                        | 1986.7.9~1987.12.30 (539일·1년 5개월 21일)           | - 헌정 사상 최초 갑종 출신 및 비육사 출신 합참의장 - 제26대 국방부 장관       |
| 제5공화국   | 22          |                                          | 최세창(崔世昌) | 육사 13                                       | 1987.12.30~1989.4.14 (471일·1년 3개월 15일)          | 제29대 국방부 장관 역임                                                       |
| 노태우 정부 | 22          |                                          | 최세창(崔世昌) | 육사 13                                       | 1987.12.30~1989.4.14 (471일·1년 3개월 15일)          | 제29대 국방부 장관 역임                                                       |
| 23          |             | 정호근(鄭鎬根)                           | 갑종 5기       | 1989.4.14~1991.12.7 (967일·2년 7개월 23일)    |                                                      |                                                                               |
| 24          |             | 이필섭(李弼燮)                           | 육사 16        | 1991.12.7~1993.5.29 (539일·1년 5개월 22일)    |                                                      |                                                                               |
| 김영삼 정부 | 25          |                                          | 이양호(李養鎬) | 공사 8                                        | 1993.5.29~1994.12.24 (574일·1년 6개월 25일)          | - 제21대 공군참모총장 출신 - 헌정 사상 최초 공군 출신 - 32대 국방부 장관 역임 |
| 김영삼 정부 | 26          |                                          | 김동진(金東鎭) | 육사 17                                       | 1994.12.28~1996.10.17 (659일·1년 9개월 19일)         | 제33대 국방부 장관 역임                                                       |
| 김영삼 정부 | 27          |                                          | 윤용남(尹龍男) | 육사 19                                       | 1996.10.18~1998.3.26 (524일·1년 5개월 8일)           |                                                                               |
| 김대중 정부 | 28          |                                          | 김진호(金辰浩) | 학사장교 2                                    | 1998.3.26 1999.10.26 (일·년 개월 일)                 | 헌정 사상 최초 학사장교 출신                                                  |
| 김대중 정부 | 29          |                                          | 조영길(曺永吉) | 갑종 172                                      | 1999.10.26~2001.10.8 (1,292일·3년 6개월 12일)        | 제38대 국방부 장관                                                            |
| 김대중 정부 | 30          |                                          | 이남신(李南信) | 육사 23                                       | 2001.10.8~2003.4.7 (546일·1년 5개월 30일)            |                                                                               |
| 노무현 정부 | 31          |                                          | 김종환(金鍾煥) | 육사 25                                       | 2003.4.7~2005.4.7 (731일·2년)                        |                                                                               |
| 노무현 정부 | 32          |                                          | 이상희(李相熹) | 육사 26                                       | 2005.4.7~2006.11.17 (589일·1년 7개월 10일)           | 제41대 국방부 장관 역임                                                       |
| 노무현 정부 | 33          |                                          | 김관진(金寬鎭) | 육사 28                                       | 2006.11.17~2008.3.25 (494일·1년 4개월 8일)           | - 제43대 국방부 장관 - 제2대 국가안보실장                                     |
| 이명박 정부 | 34          |                                          | 김태영(金泰榮) | 육사 29                                       | 2008.3.28~2009.9.23 (544일·1년 5개월 26일)           | 제42대 국방부 장관                                                            |
| 이명박 정부 | 35          |                                          | 이상의(李相宜) | 육사 3                                        | 2009.9.30~2010.6.30 (273일·9개월)                    |                                                                               |
| 이명박 정부 | 36          |                                          | 한민구(韓民求) | 육사 31                                       | 2010.7.5~2011.10.26 (478일·1년 3개월 21일)           | 제44대 국방부 장관 역임                                                       |
| 이명박 정부 | 37          |                                          | 정승조(鄭承兆) | 육사 32                                       | 2011.10.26~2013.10.16 (721일·1년 11개월 20일)        |                                                                               |
| 박근혜 정부 | 37          |                                          | 정승조(鄭承兆) | 육사 32                                       | 2011.10.26~2013.10.16 (721일·1년 11개월 20일)        |                                                                               |
| 38          |             | 최윤희(崔潤喜)                           | 해사 31        | 2013.10.16~2015.10.7 (721일·1년 11개월 21일)  | - 제29대 해군참모총장 - 헌정 사상 최초 해군 출신     |                                                                               |
| 39          |             | 이순진(李淳鎭)                           | 3사 14         | 2015.10.7~2017.8.20 (683일·1년 10개월 13일)   | 헌정 사상 최초 육군3사관학교 출신                    |                                                                               |
| 39          | 문재인 정부 | 이순진(李淳鎭)                           | 3사 14         | 2015.10.7~2017.8.20 (683일·1년 10개월 13일)   | 헌정 사상 최초 육군3사관학교 출신                    |                                                                               |
| 40          |             | 정경두(鄭景斗)                           | 공사 30        | 2017.8.20~ 2018.9.21 (397일·1년 1개월 1일)    | - 제35대 공군참모총장 출신 - 제46대 국방부 장관 역임 |                                                                               |
| 41          |             | 박한기(朴漢基)                           | 학사장교 21    | 2018.10.11~2020.9.23 (731일·1년 11개월 12일)  |                                                      |                                                                               |
| 42          |             | 원인철(元仁哲)                           | 공사 32        | 2020.9.23~2022.7.3 (648일·1년 9개월 10일)     | 제37대 공군참모총장 출신                             |                                                                               |
| 윤석열 정부 | 43          |                                          | 김승겸(金承謙) | 육사 42                                       | 2022.7.4~2023.11.25 (509일·1년 4개월 21일)           | 제29대 한미연합군사령부 부사령관                                              |
| 윤석열 정부 | 44          |                                          | 김명수(金明秀) | 해사 43                                       | 2023.11.25~                                          | 해군작전사령관                                                                |

## 같이 보기
- 대한민국 국군
- 합동참모본부
- 합동참모차장